# Skilanglauf-Far-East-Cup 2011/12
Der Skilanglauf-Far-East-Cup  2011/12 war eine von der FIS organisierte Wettkampfserie, die am 21. Dezember 2011 in Pyeongchang begann und am 7. Januar 2012  in Sapporo endete.  Die Gesamtwertung bei den Männern gewann Hiroyuki Miyazawa und bei den Frauen  Yuki Kobayashi.

## Männer

### Resultate
| Datum             | Austragungsort  | Disziplin       | Sieger            | Zweiter              | Dritter           |
| ----------------- | --------------- | --------------- | ----------------- | -------------------- | ----------------- |
| 21. Dezember 2011 | Alpensia Resort | 10 km klassisch | Hiroyuki Miyazawa | Junichi Igawa        | Nobu Naruse       |
| 22. Dezember 2011 | Alpensia Resort | 15 km Freistil  | Hiroyuki Miyazawa | Nobu Naruse          | Kosuke Hachiro    |
| 26. Dezember 2011 | Otoineppu       | 10 km klassisch | Hiroyuki Miyazawa | Akira Lenting        | Kōhei Shimizu     |
| 27. Dezember 2011 | Otoineppu       | 10 km Freistil  | Nobu Naruse       | Akira Lenting        | Hiroyuki Miyazawa |
| 6. Januar 2012    | Sapporo         | 10 km Freistil  | Nobu Naruse       | Akira Lenting        | Tomuya Tanaka     |
| 7. Januar 2012    | Sapporo         | 10 km klassisch | Hiroyuki Miyazawa | Nobuhito Kashiwabara | Yūichi Onda       |

### Gesamtwertung Männer
| Rang | Name                 | Punkte |
| ---- | -------------------- | ------ |
| 1    | Hiroyuki Miyazawa    | 505    |
| 2    | Nobu Naruse          | 378    |
| 3    | Akira Lenting        | 260    |
| 4    | Kosuke Hachiro       | 242    |
| 5    | Junichi Igawa        | 233    |
| 6    | Masaya Kiumra        | 190    |
| 7    | Nobuhito Kashiwabara | 163    |
| 8    | Tomuya Tanaka        | 112    |
| 9    | Kaichi Naruse        | 110    |
| 9    | Yūichi Onda          | 110    |
| 11   | Atsushi Shimizume    | 96     |
| 12.  | Yuma Yoshida         | 93     |
| 13.  | Hwang Jun-ho         | 85     |
| 13.  | Jung Eui-myung       | 85     |
| 15.  | Takatsugu Uda        | 83     |

| Rang | Name              | Punkte |
| ---- | ----------------- | ------ |
| 16.  | Tomoki Satou      | 80     |
| 16.  | Kōhei Shimizu     | 80     |
| 18.  | Park Byung-joo    | 65     |
| 19.  | Lee Geon-yong     | 60     |
| 20.  | Jeong Jong-won    | 54     |
| 20.  | Shunsuke Komamura | 54     |
| 22.  | Kim Jeong-min     | 53     |
| 22.  | Takashi Koyama    | 53     |
| 24.  | Shōhei Honda      | 52     |
| 24.  | Park Seong-beom   | 52     |
| 26.  | Hiroshi Yamada    | 50     |
| 27.  | Kentaro Ishikawa  | 45     |
| 28.  | Choi Tea-soon     | 44     |
| 29.  | Tae-bok Ha        | 42     |
| 30.  | Jumpu Nishida     | 40     |

## Frauen

### Resultate
| Datum             | Austragungsort  | Disziplin      | Sieger              | Zweiter             | Dritter          |
| ----------------- | --------------- | -------------- | ------------------- | ------------------- | ---------------- |
| 21. Dezember 2011 | Alpensia Resort | 5 km klassisch | Yuki Kobayashi      | Naoko Omori         | Chisa Ōbayashi   |
| 22. Dezember 2011 | Alpensia Resort | 10 km Freistil | Yuki Kobayashi      | Chisa Ōbayashi      | Naoko Omori      |
| 26. Dezember 2011 | Otoineppu       | 5 km klassisch | Michiko Kashiwabara | Nobuko Fukuda       | Chihiro Kasahara |
| 27. Dezember 2011 | Otoineppu       | 5 km Freistil  | Michiko Kashiwabara | Nobuko Fukuda       | Yukari Tanaka    |
| 6. Januar 2012    | Sapporo         | 5 km Freistil  | Yuki Kobayashi      | Nobuko Fukuda       | Sumiko Ishigaki  |
| 7. Januar 2012    | Sapporo         | 5 km klassisch | Nobuko Fukuda       | Michiko Kashiwabara | Yuki Kobayashi   |

### Gesamtwertung Frauen
| Rang | Name                | Punkte |
| ---- | ------------------- | ------ |
| 1    | Yuki Kobayashi      | 420    |
| 2    | Nobuko Fukuda       | 340    |
| 3    | Michiko Kashiwabara | 325    |
| 4    | Chisa Ōbayashi      | 290    |
| 5    | Naoko Omori         | 276    |
| 6    | Sumiko Ishigaki     | 187    |
| 7    | Yukari Tanaka       | 179    |
| 8    | Chihiro Kasahara    | 153    |
| 9    | Akane Sugiyama      | 119    |
| 10   | Madoka Natsumi      | 116    |

| Rang | Name           | Punkte |
| ---- | -------------- | ------ |
| 11   | Sayuri Yaguchi | 113    |
| 12.  | Choi Mun-Hee   | 86     |
| 13.  | Sari Furuya    | 83     |
| 14.  | Chu Kyung-mi   | 82     |
| 15.  | Nam Seul-gi    | 80     |
| 16.  | Lee Yeong-aw   | 77     |
| 17.  | Han Da-som     | 76     |
| 17.  | Kozue Takizawa | 76     |
| 19.  | Marie Takagi   | 66     |
| 20.  | Chika Suto     | 64     |